# Annet de Clermont-Gessant
Annet de Clermont-Gessant fou Gran Mestre de l'Orde de Malta només el 1660, quan va substituir Martín de Redín, i va morir aquell mateix any, essent sepultat a la capella de la Llengua d'Alvèrnia de la Cocatedral de Sant Joan.